# Naked Souls
Naked Souls är en amerikansk långfilm från 1996 med bland andra Pamela Anderson och Brian Krause. Manuset skrevs av Frank Dietz och filmen regisserades av Lyndon Chubbuck. 
Trots att Pamela Anderson endast har en mindre roll i filmen fokuserade mycket av reklamen på henne. Detta är en av hennes tidigaste roller och i filmen finns en mängd nakenscener med henne. [källa behövs]

## Rollista
| Brian Krause    | – Edward             |
| Pamela Anderson | – Britt              |
| David Warner    | – Everett Longstreet |
| Dean Stockwell  | – Duncan             |
| Clayton Rohner  | – Jerry              |
| Justina Vail    | – Amelia             |
| Victor Talmadge | – Travis             |